# 450MHz-Funknetz
Das 450MHz-Funknetz ist das Funknetz der Wasser- und Energieversorger in Deutschland. Das Netz mit über 1600 Umsetzern soll die Dezentralisierung und Digitalisierung der Energieversorgung sowie eine ausfallsichere Kommunikation gewährleisten. Es wird seit der Zuteilung durch die Bundesnetzagentur im Jahr 2021 weiter ausgebaut. Zuvor waren die Frequenzen (die Rede ist von der 450-MHz-Frequenz) in diesem Bereich bis zum 31. Dezember 2020 neben den Energieversorgern auch an die Telekom Deutschland GmbH vergeben.
Den Ausbau des Netzes übernimmt die 450connect GmbH. Vergleichbar mit einem Mobilfunknetz sollen die Unternehmen durch die Infrastruktur Einspeiser (Fossile Energieerzeuger, PV-Anlagen, Windkraft, Speicherinfrastruktur) steuern und kontrollieren können. Auch ein Sprachkanal ist vorgesehen. Es handelt sich um folgende Frequenzbänder:
- Band 31 – UL 452,5–457,5 MHz/DL 462,5–467,5 MHz
- Band 72 – UL 451,0–456,0 MHz/DL 461,0–466,0 MHz
- Band 73 – UL 450,0–455,0 MHz/DL 460,0–465,0 MHz